# Унслебен (замок)
Унаслебен (нем. Unsleben) — замок в Нижней Франконии, один из ярких образцов средневековых укреплений франконского типа. Расположен на северо-восточной окраине посёлка Унслебен (район Рен-Грабфельд) на реке Штрой. Представляет не очень часто встречающийся в Баварии тип замка на воде.

## История

### Ранний период
Около 1160 года впервые появляются упоминания о рыцаре Хелвикусе де Услейбе, который вероятно жил в укреплённом жилище (типа мотт и бейли) в Унслебене на возвышенности. Скорее всего здание располагалось на месте нынешней башни в северо-восточном углу современного замка. После того, как род Услейбе (в более поздней транскрипции Унслебен) угас по мужской линии, владения перешли через замужество Маргарет Унслебен к трухзесу Кристофу фон Ветцхаузену. При его наследниках замок был расширен: появились часовня, стены и угловые башни.

### После XVI века
В 1525 году крестьяне из деревень монастыря Бильдхаузен разграбили и сожгли замок. Через два года он был восстановлен владельцами. В 1560 году Вильгельм фон Трухзес расширил восточное крыло. Его дочь Урсула вышла замуж за Вильгельма фон Шпассхардта, судебного пристава Майнингена и Массфельда. Он обновил часовню и повелел оштукатурить многие постройки замка. Остатки этих работ до сих пор видны во внутреннем дворе.
В 1727 году бароны Шпассхардт были вынуждены продать свои владения барону фон Гебзаттелю. Тот в свою очередь продал замок в 1741 году мэру Вюрцбурга Корнелиусу фон Хаберману. Новый владелец перестроил и облагородил часть зданий, в том числе в западном крыле в стиле барокко. Прежний разводной мост он заменил постоянным каменным. Его правнук Густав, член рейхстага, перестроил несколько зданий в замке в 1848 году. В свою очередь его сын Гуго фон Габерманн (1849-1929), профессор Мюнхенской академии художеств и член Мюнхенского сецессиона, около 1900 года восстановил фахверковые здания, а также интерьеры восточного крыла. 

### XX век
В XX веке замок перешёл от дочери художника Гуго фон Габерманна Младшего (1899-1981) в собственность графов Вальдбург-Вольфегг.

## Описание замка
Замок состоит из двух главных зданий, которые соединены крытым проходом. Между обоими зданиями находится лестничная башня, которая позволяет попасть на верхние этажи. Восточное крыло построено в фахверковом стиле на мощном каменном фундаменте. Фасад западного крыла выполнен в стиле барокко. 
Замок окружён стеной. Ранее по углам размещались четыре круглые башни. Однако до наших дней сохранились только две. 

## Галерея

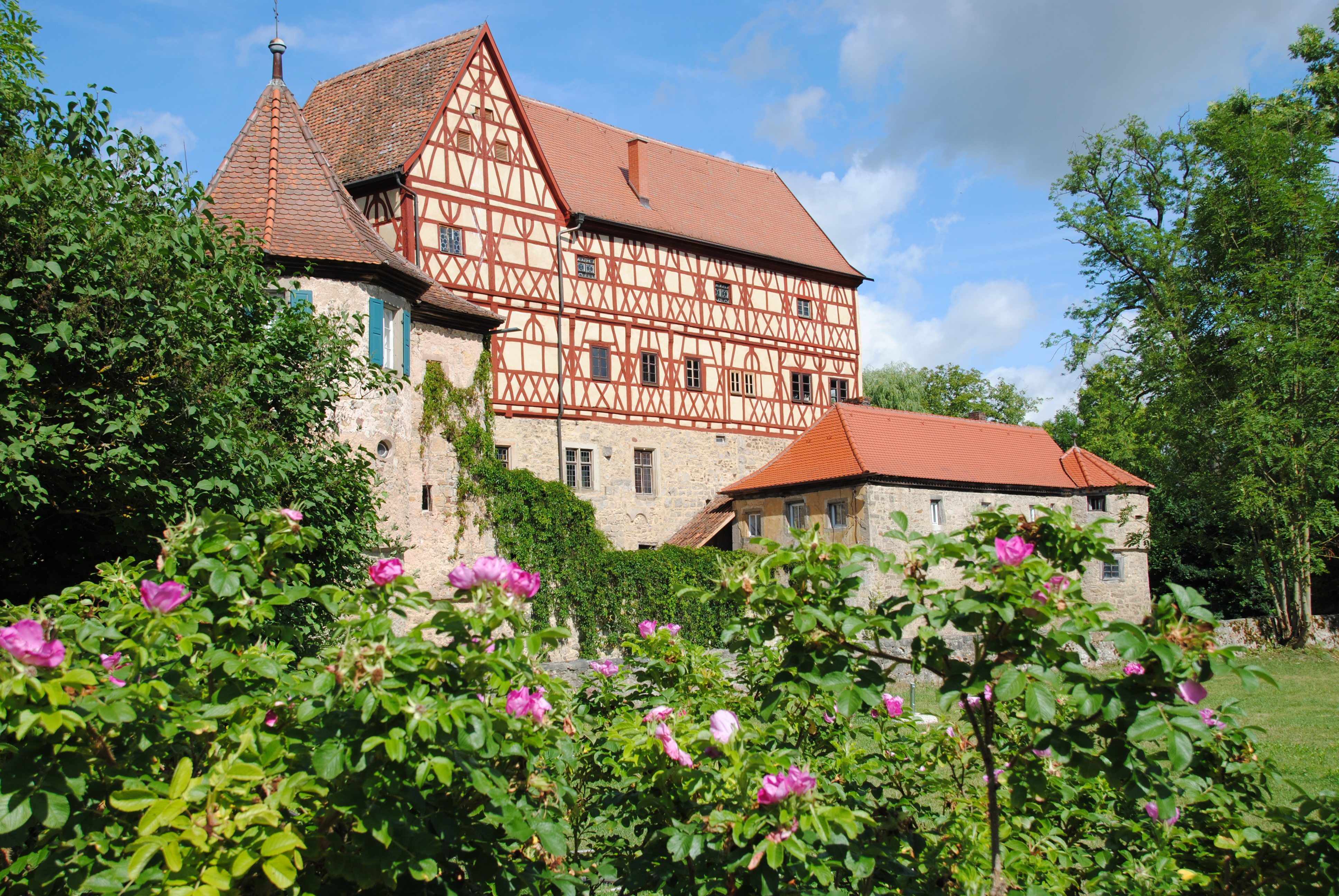
Одна из сторон фасада главного здания выполнена в фахверковом стиле
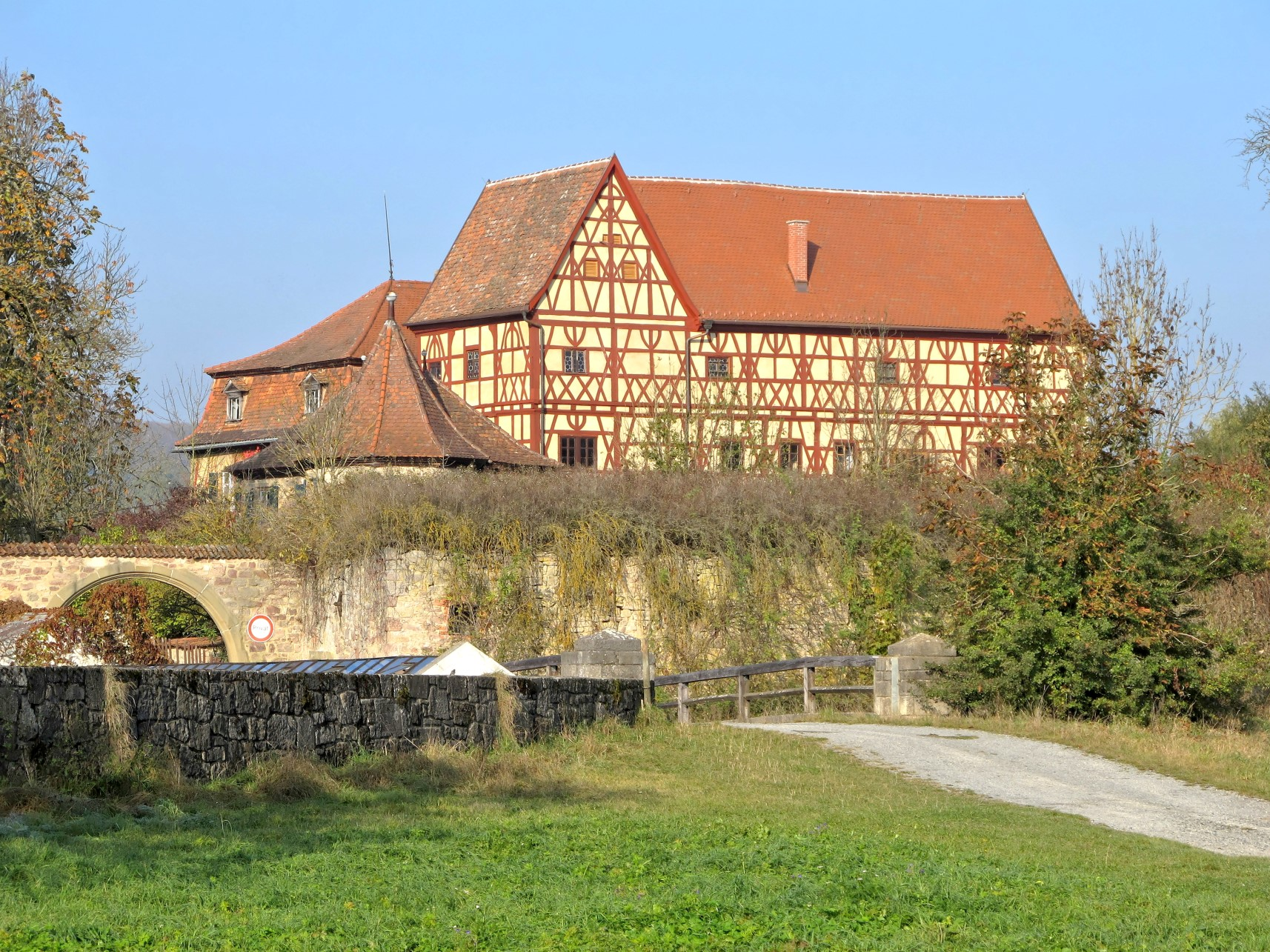
Дорога, ведущая к замку
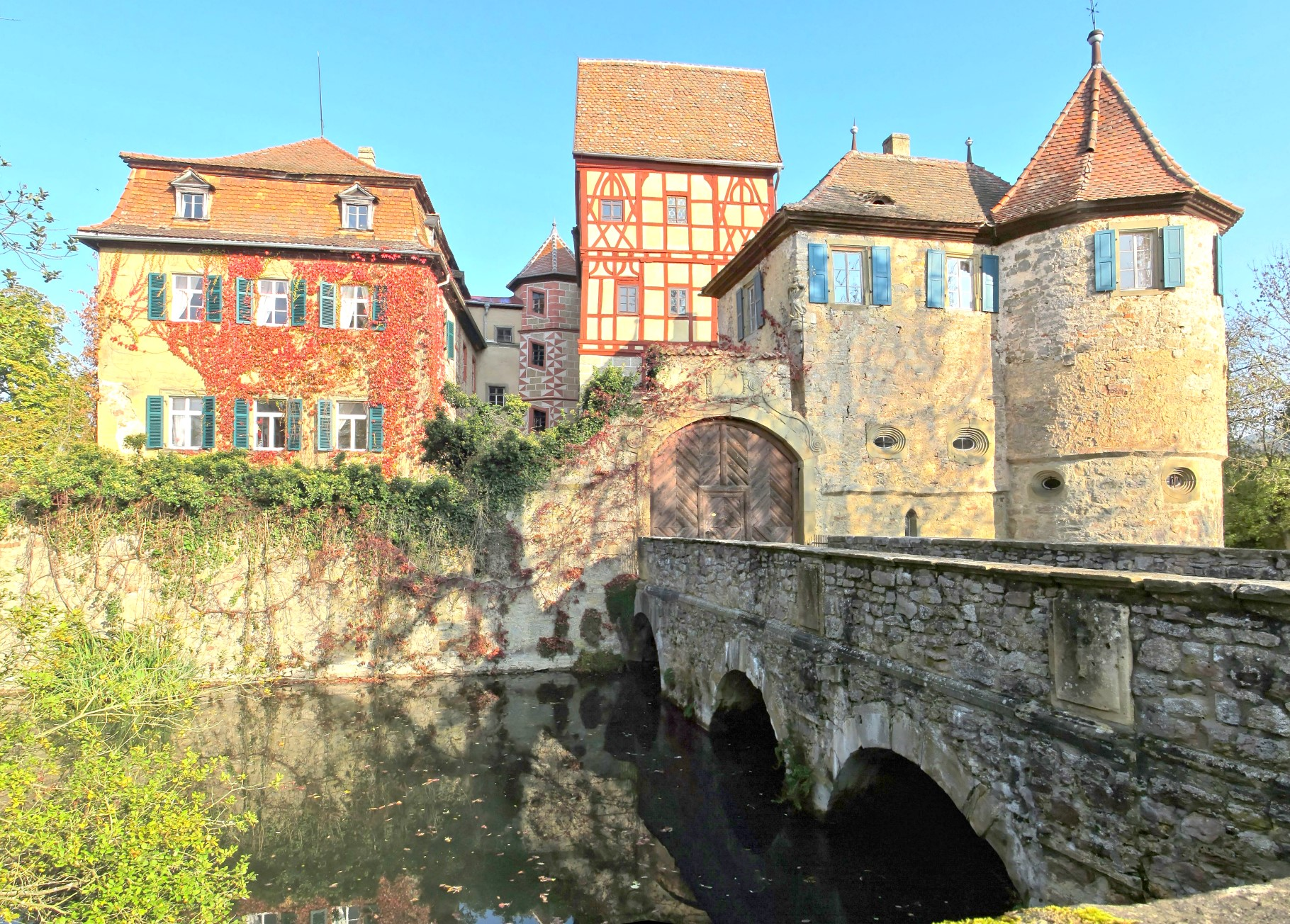
Мост к городским воротам
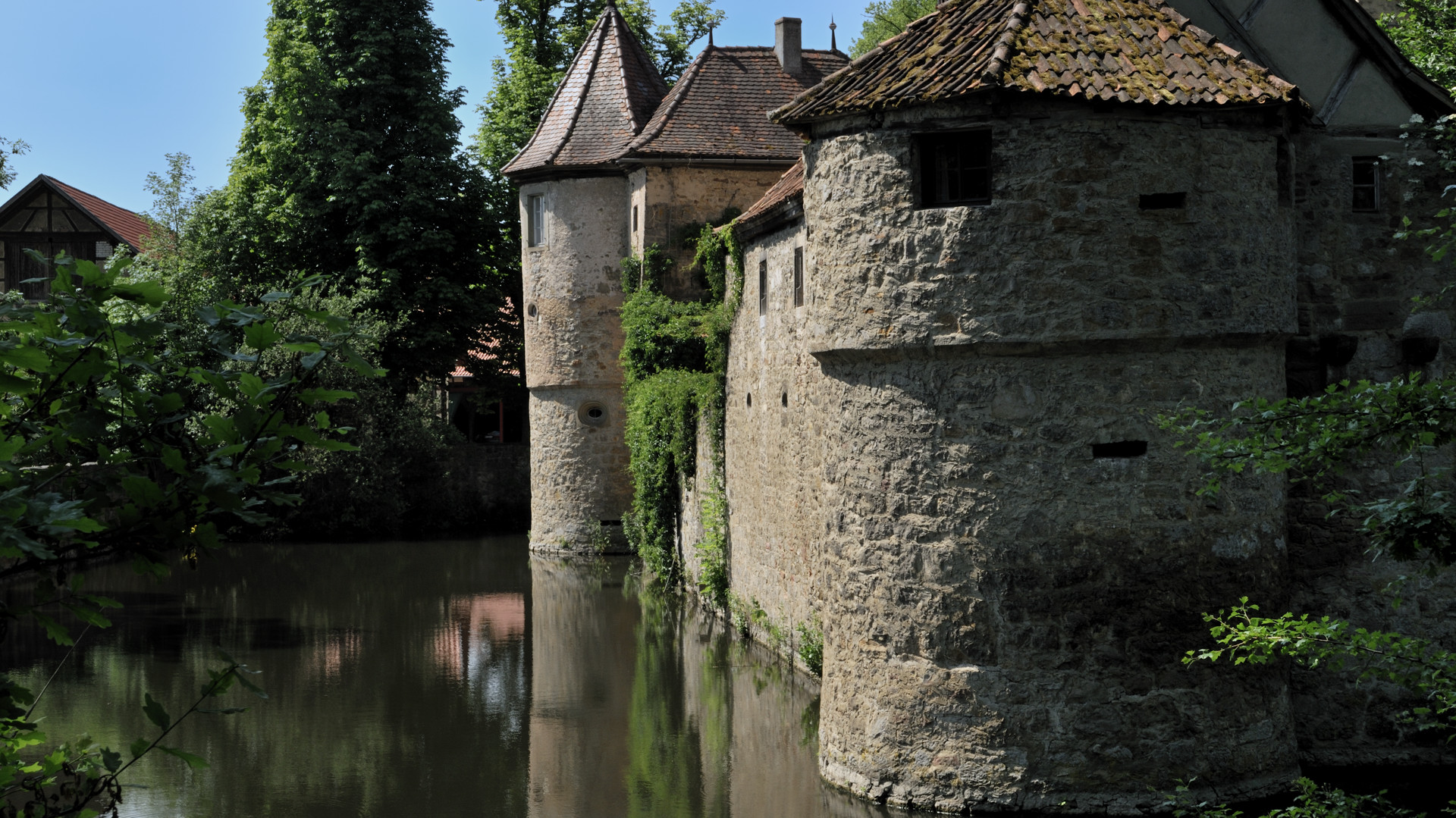
Стены замка, окружённые водой